# اوینیون ۹۳۸۵
سیارک ۹۳۸۵ (به انگلیسی: 9385 Avignon، نامگذاری:1993TJ30) نه هزار و سیصد و هشتاد و پنجمین سیارک کشف شده‌است که در ۹ اکتبر ۱۹۹۳ کشف شد.
قدر مطلق سیارک برابر ۱۳٫۷۰ است.